# Val-de-Gris
Ancienne commune de la Haute-Marne, la commune de Val-de-Gris a existé de 1972 à 1984. Elle a été créée le 1er juin 1972 par la fusion des communes d'Andilly-en-Bassigny, de Bannes, de Bonnecourt, de Changey, de Charmes, de Chatenay-Vaudin, de Dampierre, de Frécourt, de Lecey, de Neuilly-l'Évêque, d'Orbigny-au-Val et de Poiseul. Neuilly-l'Évêque était le chef-lieu de la commune. Elle a été supprimée le 31 décembre 1983 et les communes constituantes ont été rétablies.